# Der Todesschrei der Hexen
Der Todesschrei der Hexen ist ein britischer Horrorfilm aus dem Jahre 1970. Die Filmhandlung nimmt Bezug auf die Hexenverfolgung gegen Ende des Mittelalters. Ebenso wird auch die Werwolf-Mythologie in die Filmhandlung einbezogen.

## Handlung
Der Film spielt im England des 16. Jahrhunderts. Die Filmhandlung beschreibt den Kampf von Lord Edward Whitman gegen heidnische Hexen, die das Land und seine Familie bedrohen.
Lord Whitman und seine Gefolgsleute nehmen jede Gelegenheit wahr, unter der Bevölkerung (unschuldige) Hexen ausfindig und ihnen den Prozess zu machen. Äußerst brutal werden auch einige Gefolgsleute der Hexe Oona niedergeschlagen, Oona jedoch am Leben gelassen.
Die Hexe Oona belegt daraufhin die Familie von Lord Whitman mit einem Fluch. Die Prophezeiung „Tod wird unser Haus heimsuchen“ von Lady Patricia, der Gemahlin des Lords, nimmt ihren Lauf. Unheimlich bedrohlich heulen Wölfe oder tollwütige Hunde des Nachts um den Landsitz der Adelsfamilie. Immer stärker wächst bei den Familienmitgliedern die Angst, dass auf der Familie Whitman ein Fluch liegt.
In einer dieser Nächte wird mit Sean einer der beiden Söhne von Lord Whitman von einer Bestie zu Tode gebissen. Lord Whitman veranlasst darauf eine Treibjagd, in deren Verlauf das Tier erschossen werden kann. Bei der am gleichen Abend stattfindenden Feier spricht Lord Whitman in einer Ansprache an seine Gäste und äußert sich, dass keine Hexenkünste, sondern nur der erlegte tollwütige Hund für den Tod seines Sohnes verantwortlich war. Aber seine beruhigenden Worte verhallen nur wenig später, als seine junge Gemahlin Patricia sich beim Anblick der Kopftrophäe des Tieres völlig von Sinnen dem Hexenkult hingibt.
Lord Whitman setzt nun alles daran, die Hexe Oona zu finden, dies erst recht, als noch in gleicher Nacht Lady Patricia, sogar im Hause selber, von der Bestie umgebracht wird. Immer unheimlicher wird für die Adelsfamilie auch der Findlingssohn und Stallbursche Roderick, der die Fähigkeit besitzt, mit Tieren sprechen zu können.
Der Verdacht gegenüber Roderick ist nicht unbegründet. Pater Tom und Sohn Harry können Oona, umgeben von einigen ihrer Gefolgsleute, auffinden und feststellen, dass sie die Macht hat, mit Hilfe von Voodoo-Zauberei auf Roderick einzuwirken, der sich dann in einen reißenden Werwolf verwandelt, um die von Oona vorgegebenen Personen der Familie Whitman zu töten.
Zur gleichen Zeit entdeckt Lord Whitman seine Tochter Maureen, die seit längerem ein Verhältnis mit Roderick pflegt, gemeinsam mit ihm im Bett, woraufhin er den Stallburschen im Keller anketten lässt. Maureen begibt sich jedoch heimlich in den Keller und wird dort vom zum Werwolf mutierten Roderick, der sich von den Ketten losreißen konnte, angegriffen. In diesem Moment gelingt es allerdings Harry, die Hexe Oona zu töten, so dass Roderick (als Werwolf) von ihr ebenfalls ablässt.
Lord Whitman befiehlt Maureen, sich zu ihrem eigenen Schutz im Keller einzuschließen und niemandem die Türe zu öffnen. Gleichzeitig weist er seine Diener an, Roderick aufzufinden und zu töten. Roderick, wieder als Mensch, ist jedoch im Hause und kann Maureen überzeugen, dass Oona keine Macht mehr über ihn hat, so dass sie ihm die Tür zu ihrem Versteck öffnet. Nur wenig später verwandelt sich Roderick wieder in einen Werwolf. Als dieser sich im Kampf mit Lord Whitman befindet, wird er von Maureen erschossen.
In der Annahme, dass der Fluch sich von der Familie abgewendet habe, verlässt Lord Whitman mit Sohn Harry und Maureen in einer Kutsche die Gegend. Zunächst will Lord Whitman aber noch einmal den im Sarg aufbewahrten Roderick ansehen. Doch der Sarg ist leer, der Fluch nicht abgewendet. Als Lord Whitman die Kutsche wieder besteigt und losfährt, muss er feststellen, dass auch Harry und Maureen vom Werwolf getötet worden sind – vorne auf der Kutsche sitzt Roderick.

## Trivia
- Der Film wurde am 22. Juli 1970 in den USA erstmals veröffentlicht.[2]
- Der Name der britischen Rockband Siouxsie and the Banshees wurde durch diesen Film inspiriert.[3]
- Der englische Originaltitel sowie einige Dialogzeilen im Film nehmen Bezug auf Banshee, einer Feengestalt aus der keltischen und irischen Mythologie, die durch ihren unmenschlichen Schrei den Tod ankündigt. Dieser Bezug geht jedoch in der deutschen Synchronfassung verloren.